# Shamil Abdurakhimov
 Shamil Abdurakhimov (nascido em 2 de setembro de 1981) é um lutador de MMA russo, que atualmente luta na divisão de pesos pesados pelo Ultimate Fighting Championship. Em 14 de fevereiro de 2022 era o 10º colocado no ranking de pesos pesados do UFC.

## Carreira e vida pessoal
Abdurakhimov nasceu em 2 de setembro de 1981 na vila de Kuyada, distrito de Gunibsky, Daguestão na família de descendência avar. Ele começou a treinar Sanshou e Freestyle wrestling na escola primária. Após o exército, ele se tornou campeão nacional russo Sanshou.

## Carreira de artes marciais mistas

### Campeonato de luta de Abu Dhabi (ADCC)
Em 14 de maio de 2010, no ADFC: Battle of the Champions, ele enfrentou Jeff Monson e venceu por decisão majoritária.
Abdurakhimov enfrentou Sokoudjou em 22 de outubro de 2010 no ADFC: Round 2. Ele venceu por nocaute técnico (socos) no terceiro round.
Na última luta no ADFC: Round 3 Abdurakhimov enfrentou Marcos Oliveira, que venceu por nocaute técnico (socos) no primeiro round. A vitória também lhe rendeu o cinturão do ADFC e um milhão de dirham (US$ 250.000).

### Ultimate Fighting Championship
Em 15 de janeiro de 2015 assinou contrato com o UFC.
Em sua estreia, Abdurakhimov enfrentou Timothy Johnson em 4 de abril de 2015 no UFC Fight Night 63 Ele perdeu a luta por nocaute técnico no primeiro round.
Abdurakhimov enfrentou Anthony Hamilton em 21 de fevereiro de 2016 no UFC Fight Night 83. Ele venceu a luta por decisão unânime.
Abdurakhimov enfrentou Walt Harris em 1 de outubro de 2016 no UFC Fight Night 96. Ele venceu a luta por decisão dividida.
Abdurakhimov enfrentou Derrick Lewis em 9 de dezembro de 2016 na luta principal do UFC Fight Night 102. Depois de vencer os três primeiros rounds, ele perdeu a luta por nocaute técnico no quarto round.
Abdurakhimov enfrentou Chase Sherman em 25 de novembro de 2017 no UFC Fight Night 122. Ele venceu a luta por nocaute no primeiro round.
Abdurakhimov enfrentou Andrei Arlovski em 15 de setembro de 2018 no UFC Fight Night 136. Ele venceu a luta por decisão unânime.
Abdurakhimov enfrentou Marcin Tybura em 20 de abril de 2019 no UFC Fight Night 149. Ele venceu a luta por nocaute técnico no segundo round.
Abdurakhimov enfrentou Curtis Blaydes em 7 de setembro de 2019 no UFC 242. Ele perdeu a luta por nocaute técnico no segundo round.
Abdurakhimov estava programado para enfrentar Ciryl Gane em 18 de abril de 2020 no UFC 249. No entanto, em 5 de março de 2020, foi anunciado que Gane foi forçado a desistir do evento devido a um pneumotórax durante um de seus treinamentos. A luta acabou sendo remarcada para 11 de julho de 2020 no UFC 251. Posteriormente, a dupla foi cancelada pela segunda vez e descartada deste evento em meados de junho, quando Abdurikhimov foi removido da luta por razões não reveladas. A dupla foi remarcada em 26 de setembro de 2020 no UFC 253. No entanto, a luta foi remarcada novamente para o UFC Fight Night 180 em 18 de outubro de 2020. A luta fracassou mais uma vez quando Abdurakhimov desistiu devido a razões não reveladas em 28 de setembro de 2020 e foi substituído pelo recém-chegado promocional Ante Delija.
Abdurakhimov estava programado para enfrentar Augusto Sakai em 1º de maio de 2021 no UFC on ESPN 23. No entanto, Abdurakhimov foi removido da luta em meados de abril devido a supostos problemas de visto que restringiam sua viagem.
Abdurakhimov estava programado para enfrentar Chris Daukaus no UFC on ESPN: Sandhagen vs. Dillashaw, mas o confronto foi removido desse card em 19 de julho devido aos protocolos COVID-19 no campo de Abdurakhimov. A dupla permaneceu intacta e foi marcada no UFC on ESPN: Hall vs. Strickland em 31 de julho de 2021. No entanto, a luta foi adiada por razões desconhecidas para o UFC 266. Abdurakhimov perdeu a luta por nocaute técnico no segundo round.
Abdurakhimov estava programado para enfrentar Tom Aspinall em 19 de março de 2022 no UFC Fight Night 204. No entanto, Aspinall foi retirado da luta, mas enfrentaria outro adversário e Abdurakhimov enfrentaria Sergei Pavlovich.

## Campeonatos e conquistas

### Artes Marciais Mistas (MMA)
- Campeonato de luta de Abu Dhabi
  - Vencedor do Grande Prêmio de Abu Dhabi
  - Campeão Peso Pesado do ADFC

### Sanshou
- Federação Russa de Sanshou
  - Cinco vezes campeão nacional russo[33]